# 日産・プラティーナ
プラティーナ（PLATINA ）は、かつてメキシコ、チリ、コスタリカ、グアテマラ、パナマで販売されていた日産自動車の小型セダン。初代ルノー・シンボル（2代目ルノー・クリオのノッチバック版）のバッジエンジニアリング車である。

## 概要
ルノー=日産アライアンスの一環として、2001年にメキシコ日産自動車会社のアグアスカリエンテス工場にてクリオIIとともに生産が開始され、2002年3月に発売を開始した。
エンジンは1.6L DOHC 16バルブ K4Mエンジンを搭載し、4速オートマチックトランスミッションおよび5速マニュアルトランスミッションが組み合わせられた。
2010年、クリオIIとともに生産を終了。

## 車名の由来
スペイン語でプラチナを意味するPlatinoからの造語。エレガントさやモダンさというイメージを表現している。

## 関連事項
- ルノー・クリオ
- ルノー・シンボル